# Amazon Go
Amazon Go és una cadena de botigues de conveniència dels Estats Units administrada per Amazon, que té 17 botigues físiques situades a Seattle, Chicago, San Francisco i Nova York.
Les botigues estan parcialment automatitzades. Els clients poden adquirir els productes sense l'ajuda de caixers ni haver de passar per caixes d'autoservei.
L'obertura de la primera botiga al públic es va produir el 22 de gener del 2018.

## Concepte
La idea d'aquest tipus de botiga es utilitzar diverses tecnologies; incloent reconeixement d'imatges, algorismes d'aprenentatge profund i processament de dades de diversos detectors, per tal d'automatitzar els passos que es realitzen durant les compres.

## Funcionament
Per a entrar a la botiga cal que el client s'hagi descarregat l'aplicació "Just Walk Out", passi el seu telèfon mòbil per uns sensors i escanegi un codi QR. Un cop realitzats aquests passos, el client pot prendre els productes que desitgi dels prestatges i introduir-los a la seva bossa. El cobrament es realitza mitjançant factures electròniques enviades a les targetes de crèdit del client en sortir de la botiga.